# Пуаро веде слідство
«Пуаро веде слідство» (англ. Poirot Investigates) — збірка оповідань англійської письменниці Агати Крісті, складається з одинадцяти оповідань, була вперше опублікована у Великобританії видавництвом The Bodley Head у березні 1924 року. В одинадцяти оповіданнях відомий ексцентричний детектив Еркюль Пуаро розгадує різноманітні таємниці, пов'язані з жадібністю, ревнощами та помстою. Американська версія цієї книги, опублікована Dodd, Mead and Company у 1925 році, містила ще три оповідання.
Видання у Великобританії коштувало сім шилінгів і шість пенсів (7/6) тоді як видання в США 1925 року коштувало 2 долари.
Суперобкладинка першого британського видання з «Портретом Еркюля Пуаро» англійського художника Вільяма Смітсона Броадхеда (Broadhead Smithson William ; 1888—1960), в ранковому костюмі з палицею була продана в 2019 році за 40.000 фунтів і стала найдорожчою річчю, яка має відношення до Крісті.

## Зміст
1. Зірка Заходу (англ. The Adventure of the Western Star)
2. Трагедія в Мерсдон-Менорі (англ. The Tragedy at Marsdon Manor)
3. Підозріло дешева квартира (англ. The Adventure of the Cheap Flat)
4. Таємниця Мисливської хатини (англ. The Mystery of the Hunters Lodge)
5. Крадіжка на мільйон доларів (англ. The Million Dollar Bond Robbery)
6. Єгипетська гробниця (англ. The Adventure of the Egyptian Tomb)
7. Крадіжка в готелі «Ґранд-метрополітен» (англ. The Jewel Robbery at the Grand Metropolita)
8. Викрадення прем'єр-міністра (англ. The Kidnapped Prime Minister)
9. Загадкове зникнення містера Давенгайма (англ. The Disappearance of Mr Davenheim)
10. Убивство італійського аристократа (англ. The Adventure of the Italian Nobleman)
11. Захований заповіт (англ. The Case of the Missing Will)

## Зірка Заходу

### Анотація
Еркюль Пуаро береться за розслідування шантажу відомої кіноактриси Мері Марвелл, який може призвести до крадіжки діаманта. До чого це призведе…

### Місце дії
- Лондон

### Дійові особи
- Еркюль Пуаро
- Капітан Гастінгс
- Мері Марвелл — кіноакторка
- Грегорі Б. Рольф — кіноактор, чоловік Мері Марвелл
- Місіс Марчесон — економка Пуаро
- Леді Мод Ярдлі
- Лорд Джордж Ярдлі
- Малінз — дворецький подружжя Ярдлі

## Трагедія в Мерсдон-Менорі

### Анотація
Еркюль Пуаро на прохання страхового товариства «Північний Союз» береться розслідувати випадок загадкової смерті містера Мальтравеса, який незадовго до смерті застрахував своє життя на велику суму.

### Місце дії
- Англія, графство Ессекс

### Жертва
- містер Мальтравес

### Метод убивства
- постріл з малокаліберної рушниці

### Дійові особи
- Еркюль Пуаро
- Капітан Гастінгс
- Ральф Бернард — лікар
- місіс Мальтравес — вдова померлого містера Мальтравеса
- капітан Блейк — знайомий сімейного подружжя Мальтравес

## Підозріло дешева квартира

### Анотація
Еркюль Пуаро, зацікавившись історією про найм дешевої квартири, розказаної Гастінгсом, знову починає розслідування, що призводить до несподіваного результату.

### Місце дії
- Лондон

### Дійові особи
- Еркюль Пуаро
- Капітан Гастінгс
- Джеральд Паркер — друг Гастінгса
- Місіс Стелла Робінсон
- Елсі Фергюсон, подруга місіс Робінсон
- Брамник будинку на Монтегю
- Містер Берт — агент секретної служби США
- Чоловік з дому в Сент-Джонсвуд
- Ельза Хардт
- Інспектор Джепп

## Таємниця Мисливської хатини

### Анотація
Еркюль Пуаро на прохання Роджера Хеверінга починає розслідування вбивства його дядька, Херрінгтона Пейса… Але не все так просто, як здається з першого погляду. Справедливість завжди тріумфує.

### Місце дії
- Дербшир, Англія

### Жертва
- Херрінгтон Пейс

### Метод убивства
- Постріл з револьвера

### Дійові особи
- Еркюль Пуаро
- капітан Гастінгс
- інспектор Джепп
- Роджер Хеверінг
- Зоя Хеверінг — дружина Роджера Хеверінга

## Крадіжка на мільйон доларів

### Анотація
Пуаро береться за розслідування загадкової зникнення облігацій загальною вартістю понад мільйон.

### Місце дії
- Лондон
- Ліверпуль

### Дійові особи
- Еркюль Пуаро
- капітан Гастінгс
- домогосподарка
- міс Есме Фаркуар
- містер Філіп Ріджвей — наречений Есме Фаркуар
- містер Вавасур — дядько Філіпа Ріджвея, ген. директор Лондонського та Шотландського банку
- містер Шоу — ген. директор Лондонського та Шотландського банку

## Єгипетська гробниця

### Анотація
При розкопках гробниці єгипетського фараона відбувається низка загадкових смертей. Пуаро на прохання вдови померлого починає розслідування.

### Місце дії
- Лондон
- Каїр

### Жертви
- Джон Вільярд — археолог
- Містер Блайнбер — археолог
- Містер Шнайдер — експерт музею Метрополітен

### Метод убивства
- отруєння отрутою

### Жертви, що покінчили життя самогубством
- Лікар Еймс — лікар
- Рупер Блайнбер — племінник містера Блайнбера

## Крадіжка в готелі «Ґранд-метрополітен»

### Анотація
І навіть на відпочинку Еркюлю Пуаро не вдасться відійти від своїх справ. Відпочиваючи в Гранд-Отелі, Пуаро розкриває крадіжку намиста.

### Місце дії
- Лондон
- Брайтон

### Дійові особи
- Еркюль Пуаро
- капітан Гастінгс
- місіс Опальзен
- містер Ед Опальзен
- інспектор поліції
- Селестіна — камеристка місіс Опальзен
- покоївка готелю «Гранд Метрополітен»
- співробітниця поліції

## Викрадення прем'єр-міністра

### Анотація
Пуаро береться за дуже делікатну справу — розслідування викрадення прем'єр-міністра Великої Британії.

### Місце дії
- Лондон
- Дувр
- Віндзор
- Хемпстед

### Дійові особи
- Еркюль Пуаро
- капітан Гастінгс
- домогосподарка
- лорд Естер — голова палати громад
- сер Бернард Додж — член військового кабінету
- офіцер
- інспектор Джепп
- майор Норманн
- детектив Барнс
- капітан Лайол

## Загадкове зникнення містера Давенгайма

### Анотація
Почавши суперечку з Джеппом, Пуаро легко розплутує справу про зникнення містера Давенхейма.

### Місце дії
- Лондон

### Дійові особи
- Еркюль Пуаро
- капітан Гастінгс
- інспектор Джепп

## Убивство італійського аристократа

### Анотація
Дивний дзвінок до сусіда Пуаро говорить про новий злочин. Пуаро береться за розслідування.

### Місце дії
- Лондон

### Жертва
- граф Фоскатіні

### Метод убивства
- удар тупим предметом — мармурової статуетки

### Дійові особи
- Еркюль Пуаро
- капітан Гастінгс
- містер Хокер — лікар, сусід Пуаро
- міс Райдер — економка містера Хокера
- Роберте — ліфтер
- власник будинку
- працівник кухні
- Грейвз — слуга графа Фоскатіні
- інспектор поліції
- синьйор Асканіо

## Захований заповіт

### Анотація
Пуаро береться за розгадку сенсу загадкового заповіту.

### Місце дії
- Лондон

### Дійові особи
- Еркюль Пуаро
- капітан Гастінгс
- міс Вайолет Марш
- містер Джим Бейкер
- місіс Бейкер
- Хоган — майстер